# La destrucción de Sodoma y Gomorra
La destrucción de Sodoma y Gomorra (en inglés: The destruction of Sodom and Gomorrah) es una pintura realizada por el inglés John Martin en el año 1852. Tiene unas medidas de 136 x 212,3 cm y está albergada en la colección de Lain Art Gallery de Newcastle upon Tyne en el Reino Unido.

## Descripción
La pintura de John Martin, muestra la historia bíblica de la destrucción de las dos ciudades de Sodoma y Gomorra, que fue un castigo de Dios por los pecados de sus habitantes. Se salvaron únicamente Lot y sus hijas. La esposa de Lot ignoró el mandato de Dios de no mirar hacia atrás, y se convirtió en una estatua de sal. El color rojo fuego es característico del autor John Martins en las dramáticas escenas de destrucción. La tormenta en forma de remolino que presenta el cielo era también una característica frecuente de sus pinturas.

## Tema apocalíptico
En varias pinturas de Martin se pueden observar las tendencias apocalípticas como en: La caída de Babilonia (1831), La caída de Nínive, La venganza divina, Pandemonium (1841)  y La víspera del Diluvio (1840).

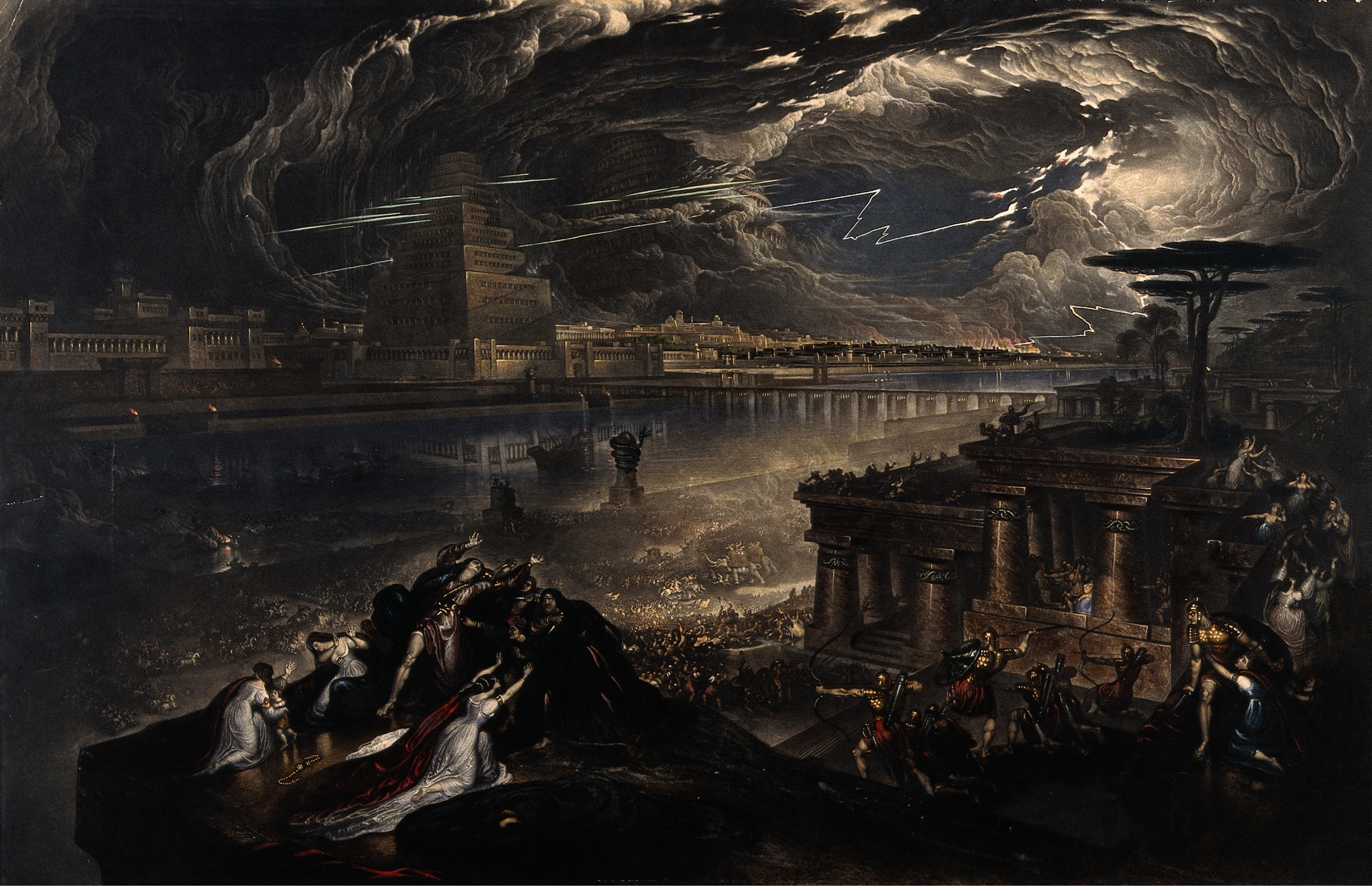
La caída de Babilonia, 1831
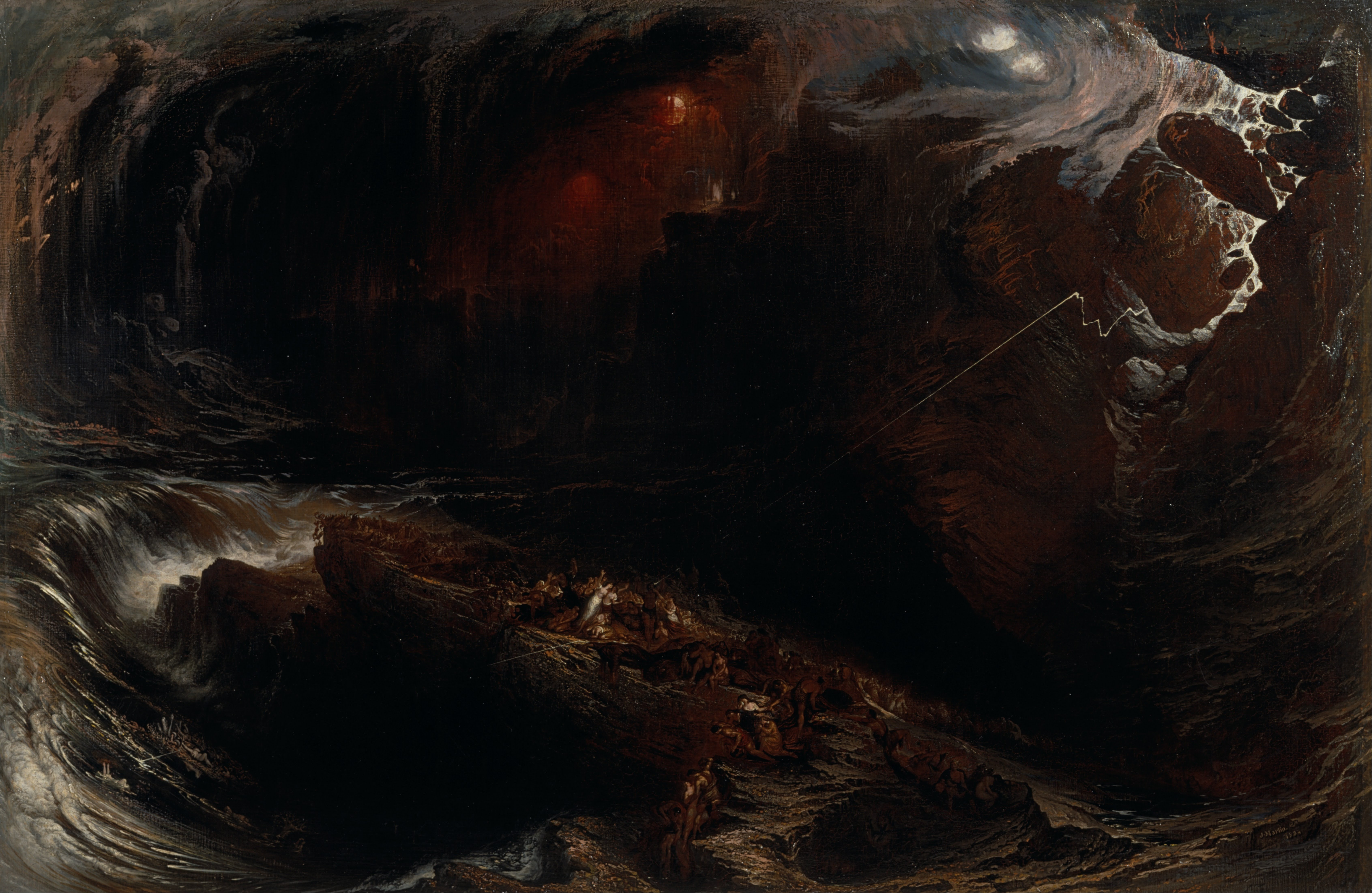
Syndfloden, 1834, Yale Center for British Art
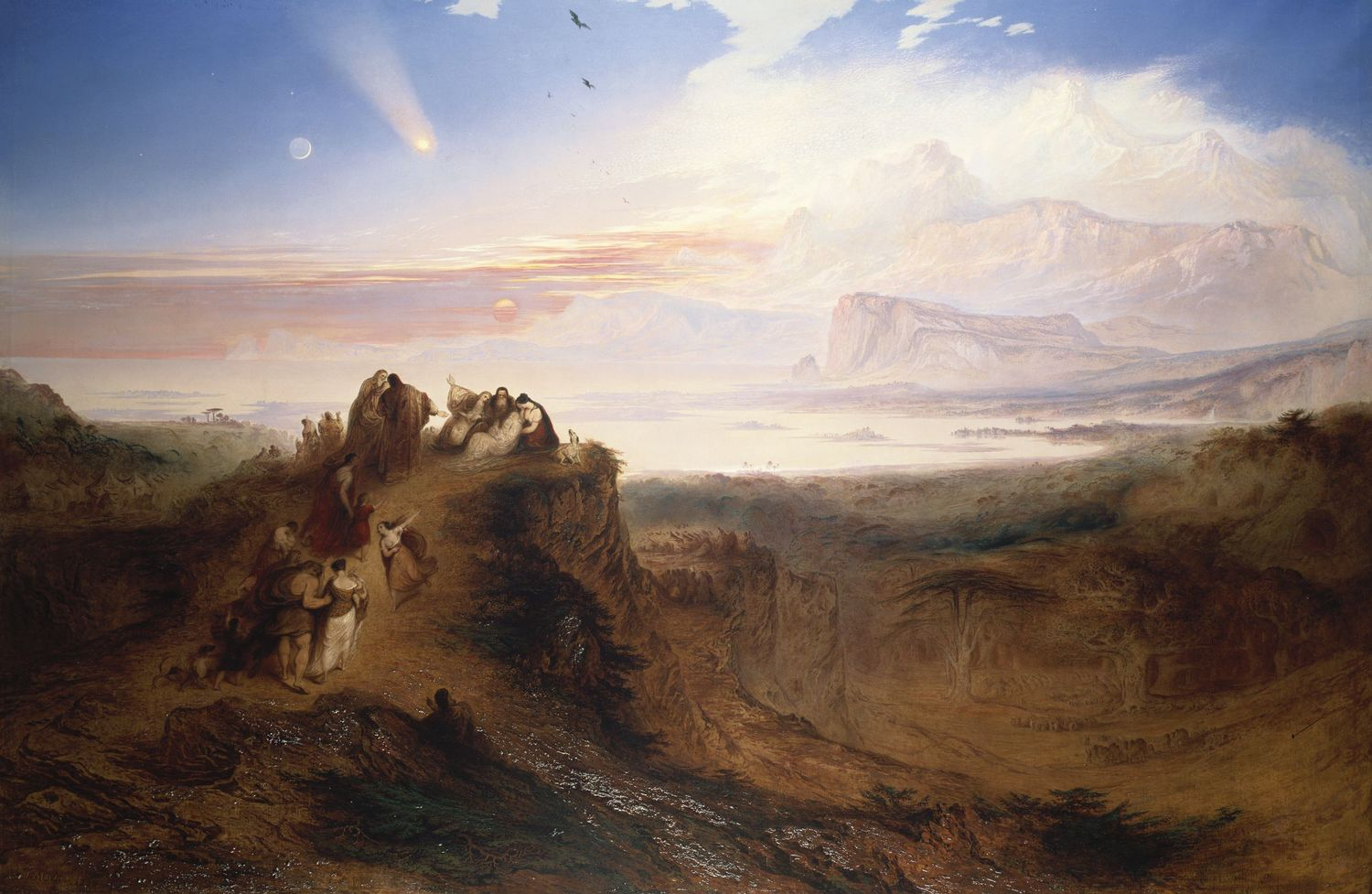
La víspera del Diluvio, 1840, den kongelige samling på Windsor Castle
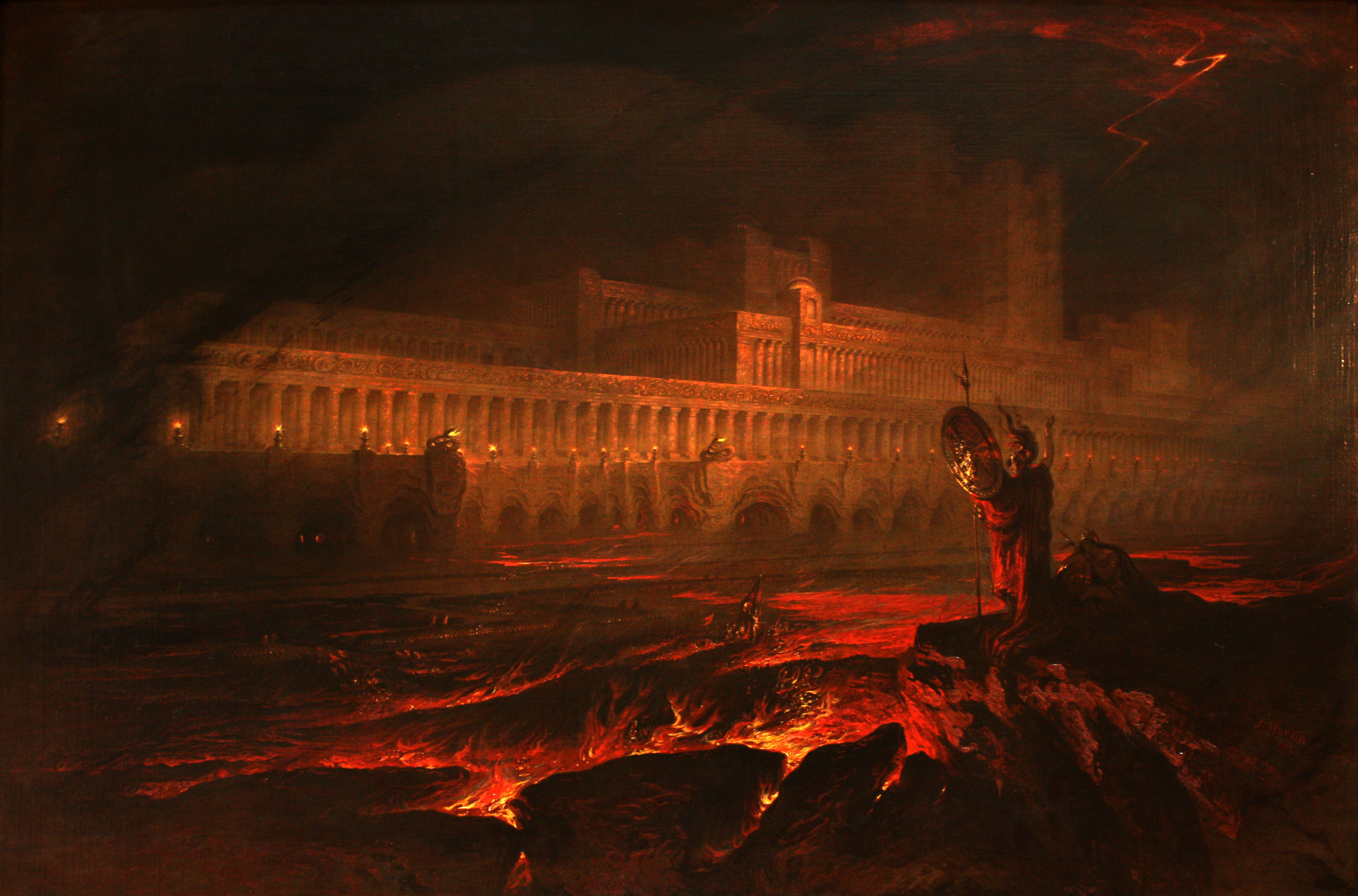
Pandemonium, 1841, Museo del Louvre

## Autor
Se consideró a John Martin mientras vivió como un gran artista británico, únicamente superado por su compañero contemporáneo pero de más edad Joseph Mallord William Turner. La reputación de Martin se redujo después de su fallecimiento.